# Jutulsessen
Jutulsessen är ett berg i Antarktis. Det ligger i Östantarktis. Norge gör anspråk på området. Toppen på Jutulsessen är 2 370 meter över havet.
Terrängen runt Jutulsessen är varierad. Trakten är glest befolkad. Närmaste befolkade plats är Troll, en norsk forskningsstation, 6,2 kilometer nordväst om Jutulsessen. 